# Лаптев, Николай Иванович
Николай Иванович Лаптев (1786—1844) — российский генерал-майор, участник войн против Наполеона и Кавказских походов.
Родился в 1786 году, происходил из дворян Смоленской губернии. В военную службу зачислен в 1797 году унтер-офицером в Смоленский гарнизонный батальон. В 1800 году произведён в прапорщики.
В 1805 году находился в походе против Наполеона в Австрии, а затем сражался с французами в Восточной Пруссии, в 1808—1809 годах участвовал в шведском походе. В 1812 году сражался с французами при отражении нашествия Великой армии в Россию.
14 марта 1816 года, будучи подполковником, назначен командиром 24-го егерского полка и 30 августа того же года произведён в полковники. В 1823 году временно командовал 3-й бригадой 12-й пехотной дивизии. 1 января 1826 года был произведён в генерал-майоры и получил в командование 2-ю бригаду 22-й пехотной дивизии, во главе которой находился на Кавказе и принимал участие в походах против горцев. 26 февраля 1830 года назначен командиром 3-й бригады 5-й пехотной дивизии, но уже 11 апреля отставлен от должности. С 21 апреля того же года командовал 1-й бригадой 11-й пехотной дивизии. 5 декабря 1831 года вышел в отставку.
Среди прочих наград Лаптев имел ордена Святой Анны 1-й (1 января 1828 года) и 4-й степеней, Святого Владимира 3-й степени (25 июня 1826 года), Св. Георгия IV класса (за беспорочную выслугу 25 лет в офицерских чинах, 19 декабря 1829 года, № 4313 по кавалерскому списку Григоровича — Степанова).
Скончался 10 мая 1844 года.

## Награды
- Орден Красного Орла (1807, королевство Пруссия)[2]